# Jacques de Lalaing (1858-1917)
Graaf Jacques de Lalaing (Londen, 4 november 1858 – Brussel, 10 oktober 1917) was een Belgische schilder en beeldhouwer. 
Als zoon van de Belgische diplomaat Maximilien de Lalaing (1811-1881), een nazaat van ridder Philippe de Lalaing (1500-1550), de stadsgouverneur van Oudenaarde, en van de Engelse aristocrate Julie Vibart (1830-1912), groeit hij in Engeland op. Na een loopbaan in de Engelse Navy, vestigde hij zich pas in 1875 te Brussel. Zijn vorming als beeldhouwer ontvangt hij van Jean-François Portaels en Louis Gallait aan de Académie royale des beaux-arts (Koninklijke Academie voor Schone Kunsten) te Brussel. Hij stelde voor het eerst tentoon in 1882 met de groep L'Essor, die een aantal realistisch en naturalistisch schilderende kunstenaars verenigde 
Hij werd door de beeldhouwers Thomas Vinçotte en Jef Lambeaux aangemoedigd en begon in 1884 te beeldhouwen. Hij muntte uit als portretschilder en als dierenbeeldhouwer (animalier). Hij schilderde ook geschiedkundige taferelen, maakte allegorische voorstellingen in brons en voorts grafmonumenten. Als schilder en beeldhouwer kreeg hij ook talrijke overheidsopdrachten en geraakte geïntroduceerd in hogere Belgische kringen.
Vanaf 1896 werd hij lid van de Académie royale des Beaux-Arts de Bruxelles, waar hij van 1904 tot 1913 de directeur van was. 
Begin 1917 tekent hij in het directiecomité van de Musea voor Schilder- en Beeldhouwkunst van België, uitdrukkelijk verzet aan tegen de door de Duitse bezetter opgelegde vervlaamsing van die instelling. Hij boetseert in die dagen ook een beeldengroep die hij als titel De Invasie meegeeft en die hij na de oorlog op een brugpijler van de toenmaals ondergelopen IJzer wil laten aanbrengen.

## Enkele werken
- (1890) Het monument voor de Britse officieren, onderofficieren en soldaten gevallen nabij Waterloo in 1815, op de begraafplaats van Brussel in Evere.
- (1893) De schilderijen in de traphal van het stadhuis van Brussel (zinnebeeldige voorstellingen).
- (1895) decoratie van een gedeelte van de Belgische Senaat.
- (1901) Het Ruiterstandbeeld van Leopold I in Oostende op een sokkel in rose marmer en met grote bronzen basreliëfs met uitbeeldingen van vaderlandse allegorieën.
- (ca. 1908) Het Ruitergevecht, bronzen beeld aan de ingang van het Terkamerenbos in Brussel.
- Elektrische lichtmast, de Mast van Lalaing, gemaakt voor de Wereldtentoonstelling van Gent in 1913, dat een gevecht tussen tijgers en slangen voorstelt (brons, 22 meter hoog, thans op de hoek van de Louis Bertrand- en de Deschanellaan in Schaarbeek).
- (1913) Vechtende tijgers en Leie, Schelde en bijrivieren in het Citadelpark te Gent.
- (1918) Vlucht uit Egypte in de O.L.Vrouw Kerk te Zandbergen.
- Voor het Stadhuis van Sint-Gillis-op-Brussel maakt hij twee van de vier beelden in carraramarmer aan de eretrap, Het Onderwijs en De Gerechtigheid, alsook twee laterale wandschilderingen (samen met  André Cluysenaar) die De Nijverheid en De Handel voorstellen.
- Een groep van drie bronzen beelden die op allegorische wijze de Drie leeftijden van de mensheid voorstellen bevindt zich op het Ambiorixplantsoen (Brussel).
- Zowel een marmeren monument in Westerlo als een portret in de wandelgangen van het Belgisch parlement ter ere van graaf Henri de Merode.

## Galerij

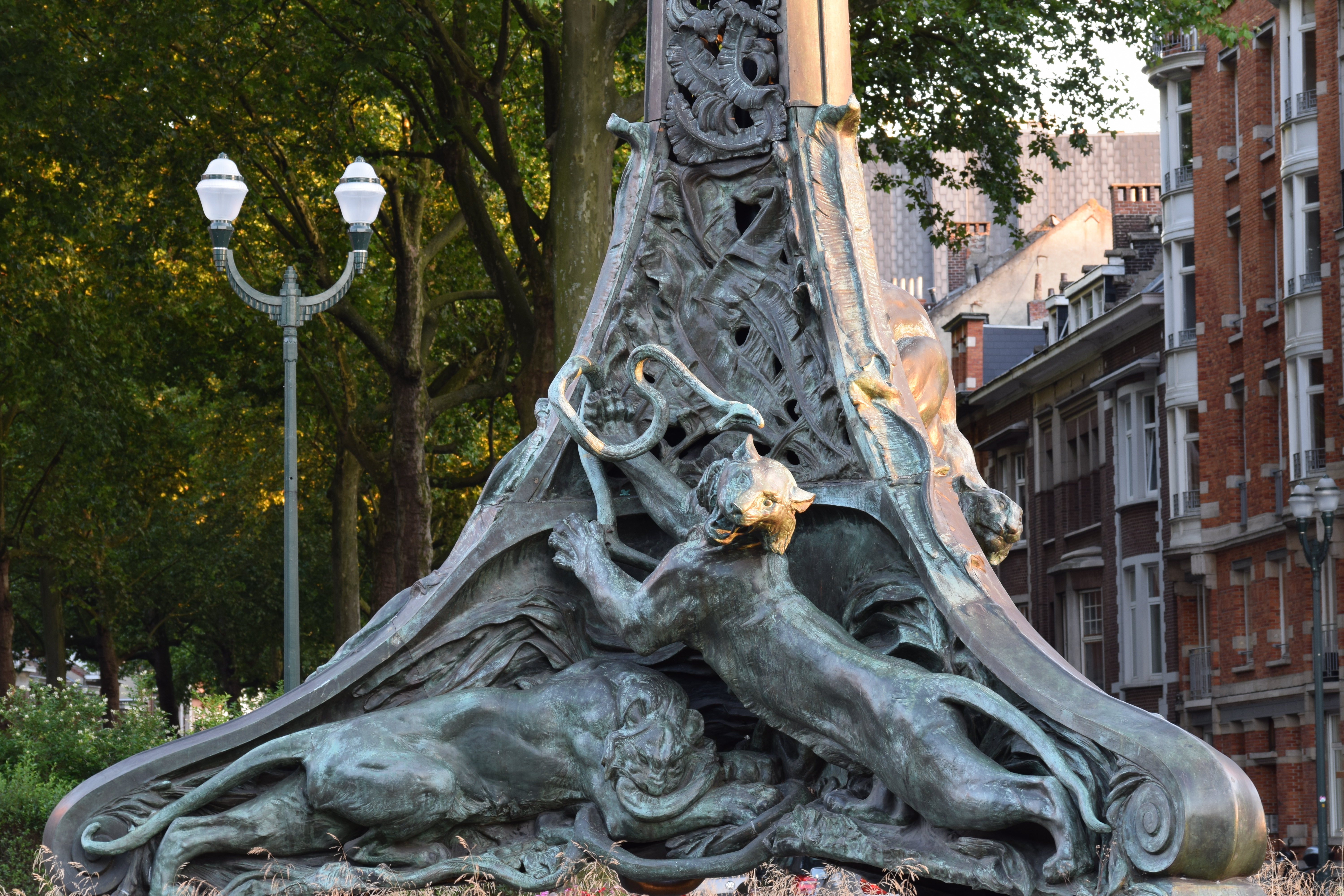
De Mast van Lalaing, Schaarbeek
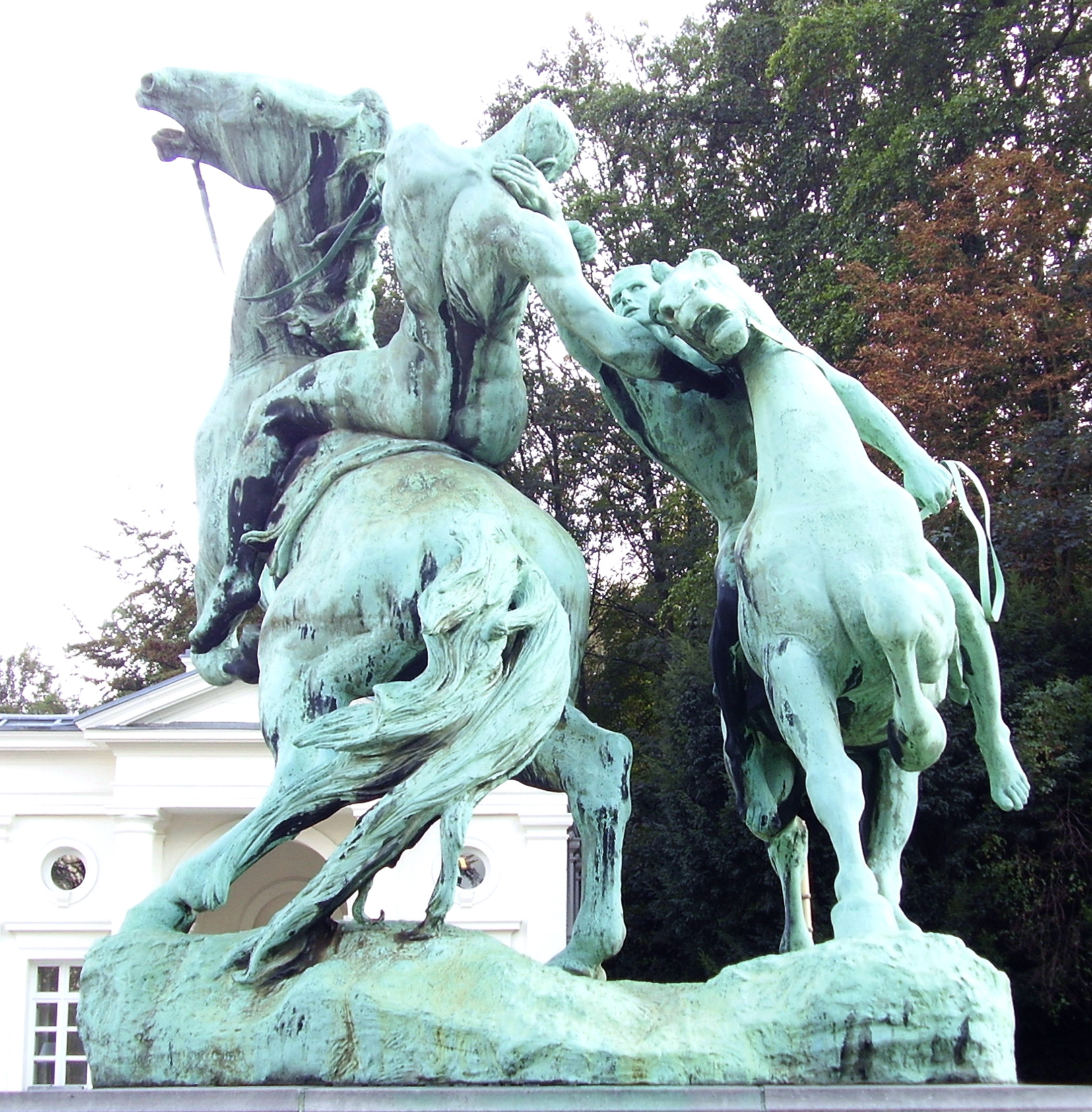
Het ruitergevecht, Ter Kamerenbos, Brussel
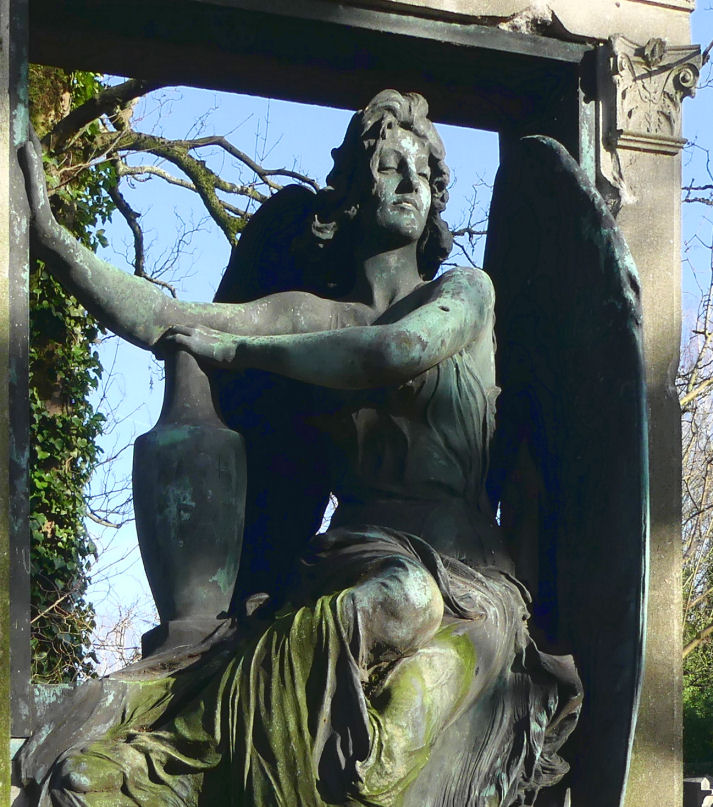
praalgraf in brons van Fernand Scribe, Gent.
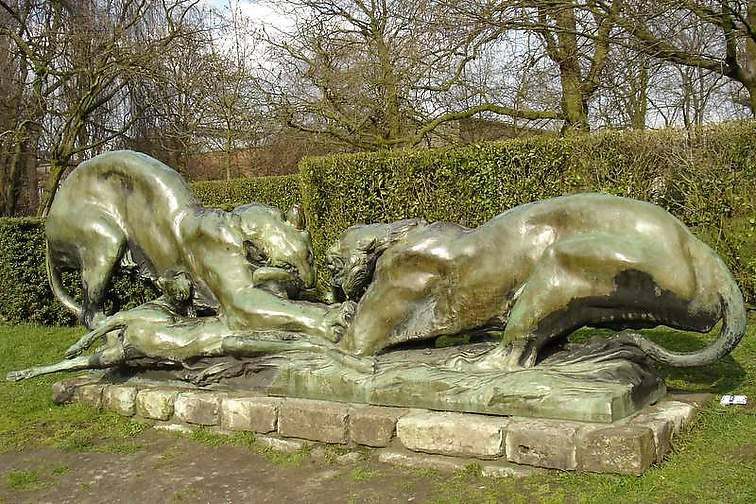
Vechtende tijgers, brons. Citadelpark, Gent